# Joseph Spohr
Joseph Spohr (* 6. September 1905 in Paderborn; † 25. Oktober 1979 in Duisburg) war ein deutscher  Jurist und Binnenhafen-Manager.

## Leben
In Paderborn geboren verlebte Joseph Spohr seine Jugend- und Schulzeit in Wesel. Hier erlangte er das Abitur und war zunächst als Volontär bei den dortigen Keramischen Werken tätig. Zum Sommersemester 1925 ging er zum Studium der Chemie an die Technische Hochschule Berlin-Charlottenburg und schloss sich noch im gleichen Semester dem Corps Saxonia-Berlin an. Nach zwei Semestern wechselte er zum Studium der Rechtswissenschaften an die Humboldt-Universität Berlin. 1927 wechselte er an die Westfälische Wilhelms-Universität in Münster. Hier legte er 1930 das Erste Juristische Staatsexamen ab. 1931 wurde er von der Universität Erlangen mit einer Dissertation zum Thema Ueber das Wirksamwerden der empfangsbedürftigen Willenserklärungen zum Dr. jur. promoviert. 1934 legte er das Zweite Juristische Staatsexamen ab.
Nach kurzer Tätigkeit als Anwaltsassessor wechselte er als Jurist in die Duisburg-Ruhrorter Häfen Aktiengesellschaft. 1937 erhielt er Handlungsvollmacht und wurde 1938 Erster Jurist der Gesellschaft. Nach Teilnahme am Zweiten Weltkrieg als Soldat und sowjetischer Kriegsgefangenschaft kehrte er 1947 in seine alte Funktion zurück. 1950 wurde er in den Vorstand der Duisburg-Ruhrorter Häfen AG berufen. Hier vertrat er bis zu seiner Pensionierung die Ressorts Personal, Recht und Finanzen. Über viele Jahre gehörte er dem Vorstand des Bundesverbandes öffentlicher Binnenhäfen und dem Vorstand der Niederrheinischen Industrie- und Handelskammer Duisburg-Wesel an.

## Auszeichnungen
Wegen seiner besonderen Verdienste um die Binnenhafenwirtschaft Deutschlands in der Wiederaufbauphase nach dem Zweiten Weltkrieg wurde Joseph Spohr mit dem Bundesverdienstkreuz 1. Klasse ausgezeichnet.